# Zero no Tsukaima
Zero no Tsukaima (ゼロの使い魔, lit. "O Familiar de Zero") é uma série de light novels escrita por Noboru Yamaguchi, com ilustrações de Eiji Usatsuka. Foram publicados 20 volumes entre junho de 2006 e fevereiro de 2012 pela Media Factory. A série ficou inacabada devido à morte do autor em 2013, mas foi posteriormente concluída em dois volumes lançados em fevereiro de 2016 e fevereiro de 2017 por um autor diferente, fazendo uso de notas deixadas por Yamaguchi. A história apresenta vários personagens da segunda turma de uma academia de magia em um mundo mágico fictício, sendo os personagens principais a maga inepta Louise e seu familiar da Terra, Saito Hiraga.
Entre 2006 e 2012, a série foi adaptada em um anime de quatro temporadas  pela J.C.Staff. A primeira temporada foi licenciada pela Geneon Entertainment, mas o contrato expirou em 2011. Assim, a Sentai Filmworks  licenciou as quatro temporadas do anime, bem como o re-licenciamento da primeira temporada. A versão do mangá desenhado por Nana Mochizuki foi serializado na revista Monthly Comic Alive da Media Factory entre agosto de 2006 e outubro de 2009. Três mangás spin-off adicionais também foram criados, além de três visual novels.

## Sinopse

### História e personagens
Louise é uma garota nobre péssima em magia, nunca conseguindo usá-la da maneira que quer. Seus colegas de classe a apelidaram de "Zero Louise", por causa de sua inabilidade de usar qualquer um dos quatro elementos mágicos comuns. O poder de um mago é determinado pelo número de elementos que ele consegue usar, indo desde um único elemento (mago "ponto") até quatro elementos (mago "quadrado").
No começo do ano na Academia de Magia de Tristain, os estudantes do segundo ano invocam seus espíritos familiares; isto é considerado um ritual especial onde um mago invoca seu servo protetor eterno, que geralmente é algum tipo de animal ou criatura mágica. Porém, Louise consegue invocar um humano considerado plebeu chamado Saito Hiraga, o que a deixa totalmente humilhada.
Como o ritual é sagrado, Louise não tem escolha senão relutantemente aceitar Saito como seu Familiar (espírito). Ela começa a tratar Saito como qualquer outro familiar, ou ainda pior, fazendo-o dormir no chão e batendo-lhe com um chicote por pouca ou nenhuma razão, entre outras coisas.
Zero no Tsukaima conta as aventuras de Saito e Louise que, juntos, ajudam seus colegas e amigos, enquanto ocasionalmente enfrentam situações que arriscam suas vidas para salvar um ao outro. Saito tenta encontrar uma maneira de voltar para o Japão, embora ele tenha um poder misterioso que lhe permite manejar espadas e outras armas para realizar feitos heróicos. Eles também, eventualmente, descobrem a verdade por trás da incapacidade mágica de Louise.

### Cenário
Halkeginia
Halkeginia (ハルケギニア, Harukeginia) é o continente em que se passa a história de Zero no Tsukaima. Ela pode ser comparada a uma Europa alternativa, mas não totalmente idêntica em geografia e as fronteiras políticas. Durante a história, ela começa paralela a história da Europa e está em período de transição. A estrutura social de Halkeginia é semelhante ao sistema feudal da Europa Média, onde os nobres tem grande poder nos círculos reais, além de que só eles tem acesso a magia. Os plebeus são geralmente destratados pelos nobres.
Tristain
Tristain (トリステイン, Torisutein, também "Tristein") é o reino onde a maior parte da história se passa. Trata-se de um pequeno país monarquista, que lembra Bélgica e Luxemburgo, com uma parte de reinos dos Países Baixos (Benelux). Está ameaçada pelo reino de Albion, por causa de uma rebelião do povo contra a realeza. Tristain é o lar da Academia de Magia, uma famosa academia que atrai alunos de vários reinos, como a Galia (no caso, Tabitha) e Germania (no caso, Kirche). Uma escola onde vários estudantes se reúnem para estudar os mistérios da magia. Seu pátio principal é conhecido como "Vestri Court".
Germania
Germania (ゲルマニア, Gerumania) é o maior reino de Halkeginia e também o mais forte em termos militares. Seu nome vem da palavra romana para Alemanha, seu território é muito maior do que a sua versão real, ocupando uma parte da Rússia, Europa Oriental e Europa Ocidental.
É considerado um país de bárbaros, um tipo de país de "submundo", em que as pessoas são consideradas brutas. Esta personificação é a opinião que o povo romano tinha sobre os Alemães na realidade do período medieval. A Germania está localizada no nordeste de Halkeginia.
Gallia
Gallia (ガリア, Garia, também "Galia") é o segundo maior reino de Halkeginia e está localizada no sudeste de Tristania, fazendo fronteira oriental com a Germania, na floresta de Alden. É semelhante a França, mas também tem semelhanças com a Iberia (que formam a Península Ibérica, que atualmente é formada pela Espanha, Portugal, Andorra, Gibraltar e uma pequena parte da França). Atentados e assassinatos dentro da família real da Galia tem levado a instabilidades dentro da corte real. Existe uma cidade próximo das montanhas chamada Rochelle, que também é um grande porto.
Albion
Albion (アルビオン, Arubion) é uma ilha flutuante, apelidada de "Nação Branca", que é equivalente da Grã-Bretanha, e está em um período de lutas políticas. Na história o povo deu início a uma revolta, um golpe de Estado contra a realeza, e todos da família real de Albion foram mortos. O último que havia sobrevivido foi o Príncipe Wales, que pode ser comparado a uma história verdadeira em certas partes. Seu paralelo com a realidade, Charles I, foi na verdade um dinamarquês e escocês do que um inglês. A rebelião em Albion foi inspirada na Guerra Civil, quando o parlamento eleito pelo povo se rebelou contra a família real, numa brutal luta pelo poder. O nome do líder do parlamento era Oliver Cromwell, e o líder da rebelião de Albion, um grupo chamado Reconquista, também é chamado convenientemente de Cromwell. Cromwell quer espalhar seu poder pelo resto dos reinos, começando com Tristein.
Romalia
Romalia (ロマリア, Romaria) é uma grande nação religiosa, equivalente ao Vaticano. Localizada ao sul da Galia, ela ocupa uma península semelhante à Itália.

### Magia
A magia no universo de Zero no Tsukaima é dividida em 5 elementos, que são chamadas de "Pontas": Ar, Água, Terra, Fogo e Vácuo. Elas formam o "Pentágono da Magia", porém, há muitos anos, uma das "pontas" se perdeu. Essa era a magia do Vácuo.
Um mago é classificado de acordo com o número de caminhos ou pontos que pode acumular para fazer um magia. Ele não recebe classificação quando consegue usar apenas um elemento, esse é o caso da maioria dos alunos, como Kirche que usa apenas o fogo ou Guiche que usa apenas a terra. A única exceção disso era Louise, que não tinha sido capaz de fazer nenhuma magia corretamente, sendo chamada de Zero por causa disso.
Se for capaz de juntas duas magias é chamado de "Linha", esse é possivelmente o caso de Tabitha, capaz de fazer magias de Gelo, juntando Ar e Água, mas não é citado no anime se ela realmente as acumula ou se as suas magias são baseadas apenas no Ar.
Se for capaz de juntar três magias, é chamado de "Triângulo". Talvez seja o caso de Fouquet, apesar de suas únicas magias no anime terem sido apenas do elemento Terra. Ou do professor Cobalt, mas ele apenas utilizou o fogo em todo anime. Pelo que é descrito no anime, um mago com a classificação "Triângulo" é muito poderoso e, talvez, não seja simples se tornar um mago com essa classificação.
Se for capaz de juntar quatro elementos, é chamado de "Quadrado". O único exemplo talvez seja o diretor Osman, mas o mesmo não demonstrou nenhuma magia poderosa no anime. É possível que sejam muito raros os magos do "Quadrado", possivelmente havendo apenas um ou dois por reino.

## Mídia

### Light novels
"Zero no Tsukaima" começou como uma série de light novels escrita por Noboru Yamaguchi e ilustrada por Eiji Usatsuka. A editora Media Factory publicou 20 volumes no Japão entre 25 de junho de 2004 e 25 de fevereiro de 2011 sob a marca MF Bunko J.  A publicação da obra foi ameaçada pelo câncer avançado de Yamaguchi, do qual ele faleceu em 4 de abril de 2013, deixando a série inacabada até então. Anteriormente, Yamaguchi havia planejado terminar a série em 22 volumes. No entanto, mais tarde, foi decidido pela editora continuar a série na ausência do autor, em parte devido aos apelos dos fãs para continuar a série, bem como a família de Yamaguchi querendo vê-la concluída. Yamaguchi havia deixado o enredo restante da série, incluindo seu final, e confiado aos editores. A Media Factory lançou o volume 21 em 25 de fevereiro de 2016 e o volume 22 em 24 de fevereiro de 2017, ambos escritos por Yu Shimizu, autor de Seirei Tsukai no Blade Dance. A Seven Seas Entertainment licenciou a série em 2007 sob o título de "Zero's Familiar", mas posteriormente cancelou o lançamento dos volumes antes de publicar qualquer um, A série também foi licenciada para publicação no Brasil pela editora NewPOP em 2018, porém não houve mais detalhes sobre a publicação da obra desde então.
Um spin-off, Zero no Tsukaima Gaiden: Tabatha no Bōken, inicialmente disponível como uma série online para celulares, foi lançada em três volumes entre 25 de outubro de 2006 e 25 de março de 2009. Ela foca nas aventuras da personagem Tabitha, colega de classe de Louise. Outra história paralela, Kaze no Kishihime, foi lançada em dois volumes em 23 de outubro de 2009 e 25 de março de 2010. É um prelúdio sobre a juventude da mãe de Louise. Um volume extra, Zero no Tsukaima Memorial Book, foi lançado em 24 de junho de 2017. Ele reuniu várias histórias curtas e ilustrações anteriormente não publicadas em formato de livro, assim como designs de personagens e outras informações, como esboços para os volumes 21 e 22 deixados por Yamaguchi.

### Anime
Zero no Tsukaima foi adaptado em um anime de quatro temporadas pelo J.C.Staff. A primeira temporada foi ao ar no Japão entre 3 de julho e 25 de setembro de 2006, contendo 13 episódios. Em abril de 2007, no Anime Boston, foi anunciado que a Geneon Entertainment tinha licenciado a primeira temporada da série sob o título de The Familiar of Zero. Em julho de 2008, a Geneon Entertainment e a Funimation Entertainment anunciaram um acordo para distribuir os títulos selecionados na América do Norte. Embora a Geneon Entertainment ainda possuisse a licença, a Funimation Entertainment possuía direitos exclusivos de marketing, vendas e distribuição de títulos selecionados. The Familiar of Zero foi um dos vários títulos envolvidos na negociação. Funimation lançou um box set completo da série em 4 de novembro de 2008. No entanto, os direitos da série foram expirados em agosto de 2011, por causa das baixas vendas. Sentai Filmworks, então, re-licenciou a primeira temporada da série e lançou em DVD e em Disco blu-ray em 2014.
A segunda temporada, com o título estendido de Zero no Tsukaima: Futatsuki no Kishi (ゼロの使い魔 ～双月の騎士～, lit. "O Familiar de Zero: O  Cavaleiro das Luas Gêmeas") foi ao ar no Japão entre 9 de julho e 24 de setembro de 2007, contendo doze episódios. A terceira temporada, também contendo doze episódios, intitulada de Zero no Tsukaima: Princesse no Rondo (ゼロの使い魔～三美姫の輪舞(プリンセッセのロンド)～), foi ao ar entre 6 de julho e 21 de setembro de 2008. Uma OVA para a terceira temporada foi lançada em 24 de dezembro de 2008. A quarta e última temporada, intitulada de Zero no Tsukaima F, foi ao ar entre 7 de janeiro e 24 de março de 2012, contendo 12 episódios.

#### Trilha sonora
Cada uma das quatro temporadas do anime possuem uma abertura e um encerramento. A abertura da primeira temporada é "First Kiss" por Ichiko, lançada em 26 de julho de 2006 e o encerramento, "My True Feelings" (ホントノキモチ, Honto no Kimochi) por Rie Kugimiya, lançado em 9 de agosto de 2006. A abertura da segunda temporada é "I Say Yes" por Ichiko, lançada em 26 de julho de 2007 e o encerramento, "Suki!? Kirai!? Suki!!!" (スキ!? キライ!? スキ!!!) por Rie Kugimiya, lançado em 8 de agosto de 2007. A trilha sonora da primeira temporada foi lançada em 23 de agosto de 2006 e o da segunda, em 22 de agosto de 2007. A abertura da terceira temporada é "You're The One" por Ichiko e o encerramento, "Gomen ne" por Rie Kugimiya. A abertura da quarta temporada é "I'll Be There For You" por Ichiko e o encerramento, "Kiss Shite Agenai" (キスシテ↑アゲナイ↓) por Rie Kugimiya, ambos lançados em 1 de fevereiro de 2012.

### Mangá
Uma adaptação em mangá por Nana Mochizuki foi serializada na revista Monthly Comic Alive da Media Factory entre agosto de 2006 e outubro de 2009. Foram lançados sete volumes tankōbon impresos pela MF Comics. O mangá é licenciado na América do Norte pela Seven Seas Entertainment, sob o título de Zero's Familiar. O mangá também é publicado no Brasil pela editora NewPOP desde 2021.
Uma série spin-off intitulada de Zero no Tsukaima Chevalier foi serializada entre em março de 2010 e maio de 2013. Ela foi ilustrada por Higa Yukari e lançada na revista Comic Alive. Há outros dois spin-offs serializados pela revista: Zero no Tsukaima Gaiden: Tabatha no Bōken por Takuto Kon, publicado entre dezembro de 2007 e agosto de 2010 e compilado em cinco volumes, e Zero no Chukaima: Yōchien nano! por Takamura Masaya.

### Visual novels
As três visual novels para PlayStation 2 foram desenvolvidas pela Marvelous Interactive. A primeira, Zero no Tsukaima: Koakuma to Harukaze Concerto (ゼロの使い魔 小悪魔と春風の協奏曲), foi lançada em edições limitadas e regulares em 15 de fevereiro de 2007 no Japão. Ela foi sucedida por Zero no Tsukaima: Muma ga Tsumugu Yokaze no Fantasy (ゼロの使い魔 夢魔が紡ぐ夜風の幻想曲) em 29 de novembro de 2007 e  Zero no Tsukaima: Maigo no Period to Ikusen no Symphony (ゼロの使い魔 迷子の終止符と幾千の交響曲) em 6 de novembro de 2008.

## Recepção e Legado
As light novels de Zero No Tsukaima são uma das séries mais vendidas no Japão, com 6,8 milhões de cópias impressas até fevereiro de 2017. "Zero no Tsukaima" e fanfics baseadas na obra ajudaram a pioneirizar o gênero isekai ("outro mundo"). A obra popularizou o gênero isekai em mídias de web novel e light novel, juntamente com o site Shōsetsuka ni Narō ("Vamos nos tornar escritores"), conhecido como Narō. As fanfics de "Zero no Tsukaima" tornaram-se populares no Narō durante o final dos anos 2000, eventualmente dando origem a um gênero de novels isekai no site, conhecido como novels Narō. Os escritores de fanfics de "Zero no Tsukaima" eventualmente começaram a escrever novels isekai originais, como Tappei Nagatsuki, que criou Re:Zero em 2012.